# Kin’yō-wakashū
Kin'yō-Wakashū (jap.: 金葉和歌集 auch: 金葉集 Kin'yōshū, wörtlich Sammlung Goldener Blätter) ist eine Waka-Anthologie aus der späten Heian-Zeit Japans. Die ersten beiden Entwürfe wurden 1124 und 1127 fertiggestellt. Die Anthologie wurde auf Befehl des bereits abgelösten Tennō Shirakawa (1053–1129) von Minamoto no Toshiyori (1055–1129) kompiliert. Die Anthologie umfasst 10 Bände mit insgesamt 716 Waka. Aufgrund des freien und erfindungsreichen Stils Toshiyoris wies der Tennō die beiden ersten Entwürfe ab.